# 东乌珠穆沁旗
东乌珠穆沁旗，简称东乌旗，位于中华人民共和国內蒙古自治区东部，是锡林郭勒盟下辖的一个旗。旗政府驻乌里雅斯太鎮。

## 历史

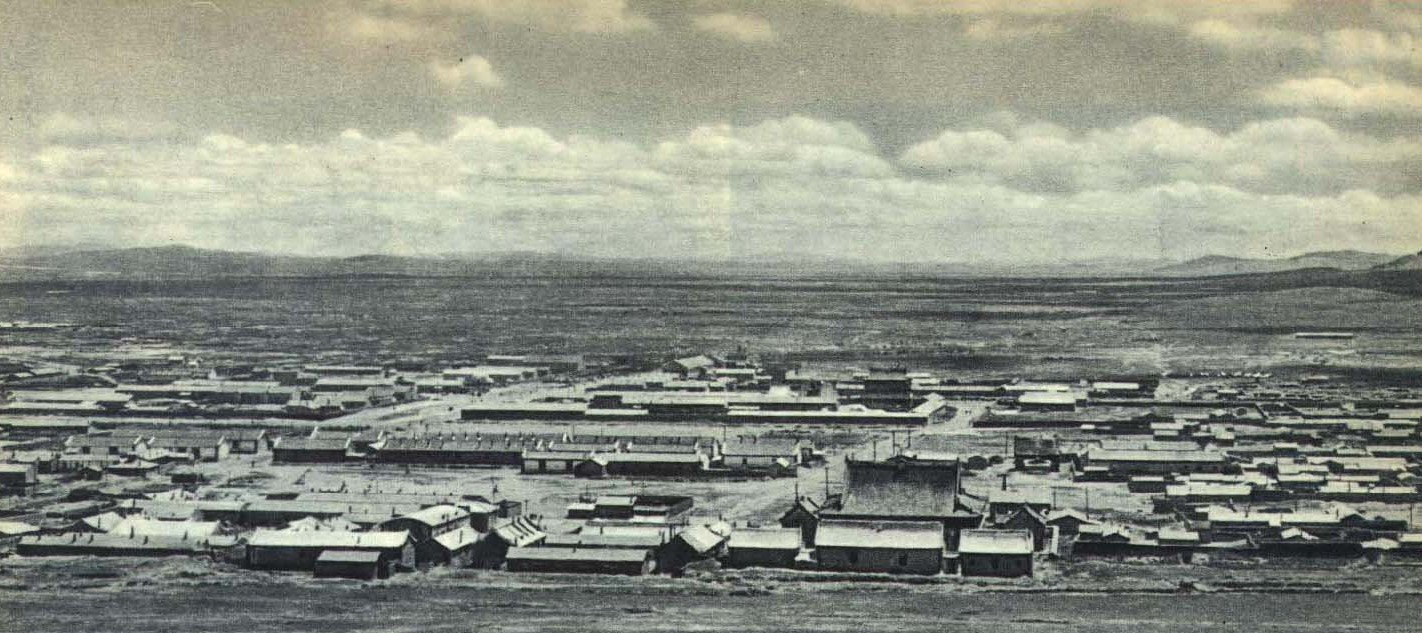
1963年东乌珠穆沁旗

东乌旗境域，在辽代为上京道乌古迪烈统军司所辖；金代设置临潢府路庆州大盐乐群牧司；元代属岭北行省济南王部管辖地。明代时该地为东部蒙古乌珠穆沁部落牧地，乌珠穆沁，意为“葡萄山之人”。清初分设乌珠穆沁左、右两翼旗；1945年乌珠穆沁左翼旗札萨克多罗贝勒敏珠尔道尔吉，率6个苏木迁至蒙古国克鲁伦河附近驻牧至今。1949年归东部联合旗；1956年析置东乌珠穆沁旗。

## 地理
东乌旗东接霍林郭勒市、扎鲁特旗和科尔沁右翼中旗和科尔沁右翼前旗，南靠西乌珠穆沁旗，西连锡林浩特市、阿巴嘎旗，北邻蒙古国。
面积4.73万平方公里，其中天然草场面积达6917万亩，可利用草场面积占天然草场面积的95%。

## 人口
2021年，東烏珠穆沁旗常住人口6.97萬人，其中，城鎮常住人口4.7萬人，常住人口城鎮化率67.43%。户籍總户數21175户，户籍總人口62063人。
2004年时，全旗户籍人口5.65万人，其中蒙古族人口4.08万人，占总人口的72%，牧民人口2.78万人，占总人口的49%。

## 经济
2007年完成地区生产总值26.4亿元；人均GDP突破5000美元；财政收入达到3.6亿元；累计完成固定资产投资54.6亿元。

## 行政区划
东乌珠穆沁旗下辖6个镇、4个苏木：
乌里雅斯太镇、道特淖尔镇、嘎达布其镇、满都胡宝拉格镇、额吉淖尔镇、巴音胡硕镇、呼热图淖尔苏木、萨麦苏木、嘎海乐苏木、阿拉坦合力苏木、乌里雅斯太工业区和宝格达乌拉总场。
巴音胡硕镇由乌拉盖管理区管理。

## 交通
- 331国道、 334国道过境。

## 特产
乌珠穆沁羊，产于内蒙古乌珠穆沁草原，属肉脂兼用短脂尾粗毛羊，以体大、尾大、肉脂多、羔羊生产发育快而著称。